# Sierakowo (powiat rawicki)
Sierakowo – wieś w Polsce położona w województwie wielkopolskim, w powiecie rawickim, w gminie Rawicz.

## Historia
Wieś pierwotnie związana była z Wielkopolską. Ma metrykę średniowieczną i istnieje co najmniej od XIV wieku. Po raz pierwszy wymieniana w dokumencie z 1240 jako Sirakowo, 1310 Siracow, 1404 Schzyrakow, 1407 Syracowo, 1419 Syrakowo, 1420 Siracowo, 1429 Szyracowo, 1459 Sirakowo, 1471 Sziracowo, 1487 Szyrakowo, 1530 Schyrakowo, 1563 Szyrakow.
W 1310 książę głogowski i wielkopolski Henryk III głogowski ustanowił w Poniecu dystrykt prowincjonalny, w którego granicach znalazło się m.in. Sierakowo. W 1487 miejscowość należała do powiatu kościańskiego Korony Królestwa Polskiego. W 1510 należała do parafii Łaszczyn.
Wieś była własnością szlachecką należącą do lokalnej szlachty wielkopolskiej z rodu Sierakowskich, którzy od nazwy wsi przyjęli odmiejscowe nazwisko, a później także do Chojeńskich, Górków herbu Łodzia, Konarzewskich. W 1377 odnotowano braci Tomasza i Chwała Sierakowskich, świadków na dokumencie wojewdy kaliskiego i starosty generalnego Wielkopolski Sędziwoja Pałuka z Szubina. W 1407 Dorota z Sierakowa była w sporze sądowym z Mikołajem Osieckim o 1/4 dziedziny Sierakowo. W latach 1428–1432 majętności we wsi posiadał podsędek poznański Stanisław z Szurkowa. W latach 1436–1459 właścicielem we wsi był Jerzy Chojeński. W 1436 woźny sądowy zapowiedział drogi, łąki, pastwiska płone, miejsca polowań oraz wszelkie pożytki dziedzin Sierakowo, Szymanowo i Chojno jako własność Jerzego Chojeńskiego. W 1505 Zygmunt, Anna i Jadwiga, brat i siostry rodzone, dziedzice w Kawczu, w towarzystwie stryja Wawrzyńca Kawieckiego oraz wuja Jana Chojeńskiego sprzedali z zastrzeżeniem prawa wykupu Bartłomiejowi Konarzewskiemu swoją część w Sierakowie za 85 florenów węgierskich, a nabywca zapisał swojej żonie Dorocie na połowie swej części w Konarzewie i Sierakowie po 100 florenów węgierskich posagu oraz wiana.
W 1498 Dorota Kawiecka, wdowa po Janie Kawieckim, wysyłała ze swej oprawy wdowiej w Kawczu i Sierakowie łucznika na wyprawę wojenną przeciw Turcji w czasie wojny polsko-tureckiej. Natomiast Mikołaj Osiecki z Osieka, Jan Januszewski, Katarzyna Karczewska i Małgorzata Szymanowska z dóbr po ojcu, tj. z części wsi Szymanowo, Sieraków i Konarzewo, wysłali w swoim zastępstwie na tę wyprawę wojenną swojego domownika w poczcie rycerskim szlachcica Mikołaja Szurkowskiego.
Miejscowość odnotowują także historyczne rejesty podatkowe. W 1510 w Sierakowie było 13 łanów osiadłych, 6 łanów opuszczonych oraz 3 łany sołeckie. Dwie części Sierakowa należały do starosty generalnego Wielkopolski Łukasza z Górki, który posiadał 10 łanów osiadłych, a jedna część do Bartosza Konarzewskiego – 3 łany osiadłe. W całej wsi było 6 łanów opuszczonych. wiardunki dziesiętne płacono plebanowi w Nieparcie po 9 groszy z łana natomiast z folwarków obu dziedziców płacono dziesięcinę plebanowi w Łaszczynie. Do obu dziedziców należało sołectwo, z czego 1/3, czyli jeden łan, posiadał Konarzewski. W 1530 miał miejsce pobór podatków z Sierakowa od 3 łanów. W 1563 odnotowano pobór z części należącej do Górków od 1,5 łana oraz od karczmarza warzącego piwo za rok 1562 w wysokości florena 20 groszy. Spaleniu uległo 9 łanów. Z części Stanisława Konarzewskiego pobór odbył się od 3 i 1/4 łana. W 1566 pobrano podatki z części Stanisława Konarzewskiego od 2,5 łana oraz od jednego rzemieślnika. Z części Andrzeja z Górki natomiast pobrano podatki od 7,5 łana, karczmy warzącej piwo, od 6 zagrodnika. W 1581 pobór miał miejsce z części kasztelana międzyrzeckiego Andrzeja z Górki od 7,5 łana, 6 zagrodników, 5 komorników, od owczarza wypasającego 25 owiec. Z części Melchiora Konarzewskiego pobrano od 2,5 łana. W 1583 płatnikami poboru z Sierakowa byli Andrzej z Górki oraz Melchior Konarzewski.
Miejscowość leżała przy granicy Wielkopolski z Dolnym Śląskiem. W 1531 wieś odnotowano przy wytyczaniu granicy pomiędzy Koroną Królestwa Polskiego a księstwem śląskim. Biegła ona w tym rejonie pomiędzy wsią Sierakowo położonej w Polsce a opustoszałą wsią Laskowo w księstwie przez środek spornego obszaru ciągnącego się od wskazanego przez poddanych pana Henryka Kurzbacha miejsca zwanego Kzigh leżącego przy drodze z Sierakowa do Wąsosza, aż do naciosów granicznych od strony wsi Sierakowo wskazanych przez poddanych kasztelana poznańskiego i starosty generalnego Wielkopolski Łukasza z Górki. Ustalono, że teren sporny miał być podzielony po połowie, którą wyznaczyć miał kopiec ścienny. Od niego granica biegła do łąki Dębno, która stanowiła koniec granicy między Sierakowem i Laskowem, a początek granicy między Korzeńskiem w księstwie, a Szymanowem w Królestwie Polskim.
Część wsi szlacheckiej, własność kasztelana międzyrzeckiego Andrzeja Górki, około 1580 roku leżała w powiecie kościańskim województwa poznańskiego w Rzeczypospolitej Obojga Narodów. W 1592 po bezpotomnej śmierci ostatniego z Górków, wojewody poznańskiego Stanisława Górki, jego dobra przeszły na jego siostrzeńców Czarnkowskich.
W 1632 na gruntach wsi Sierakowo kasztelan gnieźnieński Adam Wojciech Przyjemski założył miasto Rawicz.
W wyniku II rozbioru Rzeczypospolitej w 1793, miejscowość przeszła w posiadanie Prus i jak cała Wielkopolska znalazła się w zaborze pruskim. W okresie Wielkiego Księstwa Poznańskiego (1815–1848) miejscowość wzmiankowana jako Sierakowo należała do wsi większych w ówczesnym pruskim powiecie Kröben (krobskim) w rejencji poznańskiej. Sierakowo należało do okręgu sarnowskiego tego powiatu i stanowiło siedzibę majątku, którego właścicielem był wówczas (1846) von Motz. Według spisu urzędowego z 1837 roku Sierakowo liczyło 695 mieszkańców, którzy zamieszkiwali 85 dymów (domostw).
W latach 1973–1976 miejscowość była siedzibą gminy Sierakowo. W latach 1975–1998 miejscowość należała administracyjnie do województwa leszczyńskiego.
W miejscowości znajduje się Sala Królestwa Świadków Jehowy.